# Championship Off-Road Racing
Championship Off-Road Racing (CORR) – obecnie nie działający już amerykański organ promujący rajdy off-road, założony w roku 1998 przez dziennikarza stacji ESPN - Marty'ego Reida, gdzie została wcielona pod organ SODA. Federacja miała siedzibę w mieście Newport Beach w stanie Kalifornia. Zbankrutowała w roku 2008. 

## Mistrzowie poszczególnych dywizji
| Rok  | Pro 4          | Pro 2          | Pro-Light      |
| ---- | -------------- | -------------- | -------------- |
| 1998 | Jack Flannery  | Ricky Johnson  | Johnny Greaves |
| 1999 | Walker Evans   | Scott Taylor   | Johnny Greaves |
| 2000 | Rob MacCachren | Scott Taylor   | Jeff Kincaid   |
| 2001 | Rob MacCachren | Scott Taylor   | Jeff Kincaid   |
| 2002 | Johnny Greaves | Scott Taylor   | Jeff Kincaid   |
| 2003 | Carl Renezeder | Scott Taylor   | Jeff Kincaid   |
| 2004 | Jason Baldwin  | Scott Taylor   | Kyle LeDuc     |
| 2005 | Johnny Greaves | Carl Renezeder | Jeff Kincaid   |
| 2006 | Johnny Greaves | Carl Renezeder | Chad Hord      |
| 2007 | Carl Renezeder | Jerry Whelchel | Rob Naughton   |

## Klasy
- Pro 4
- Pro 2
- Pro Spec
- Pro Lite
- Trophy Kart (Junior I, Junior II, Modyfikacje)

## Galeria

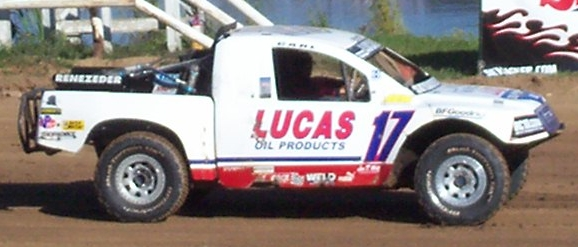
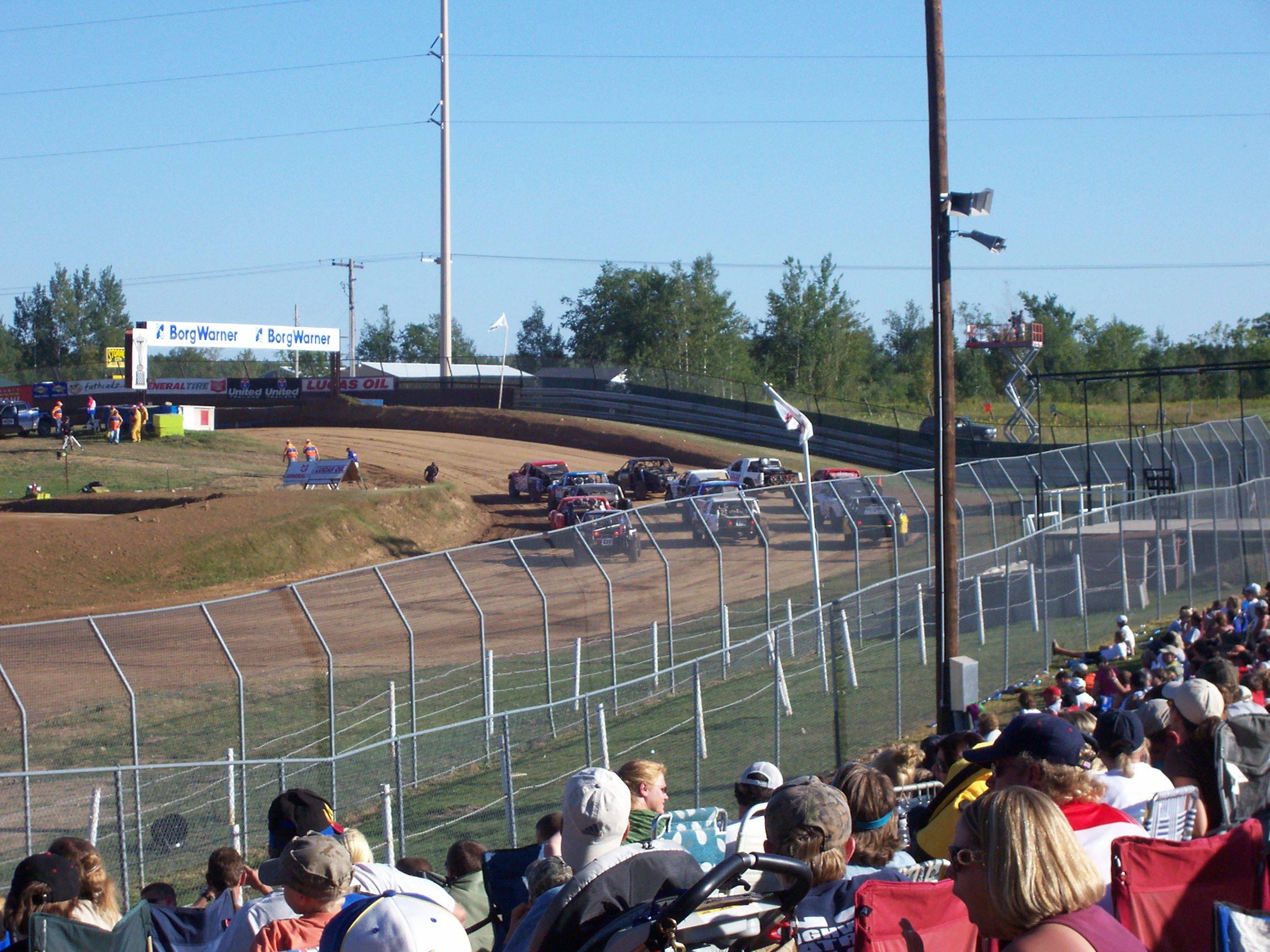
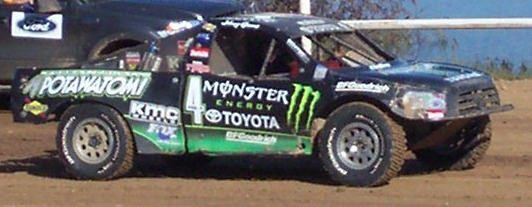
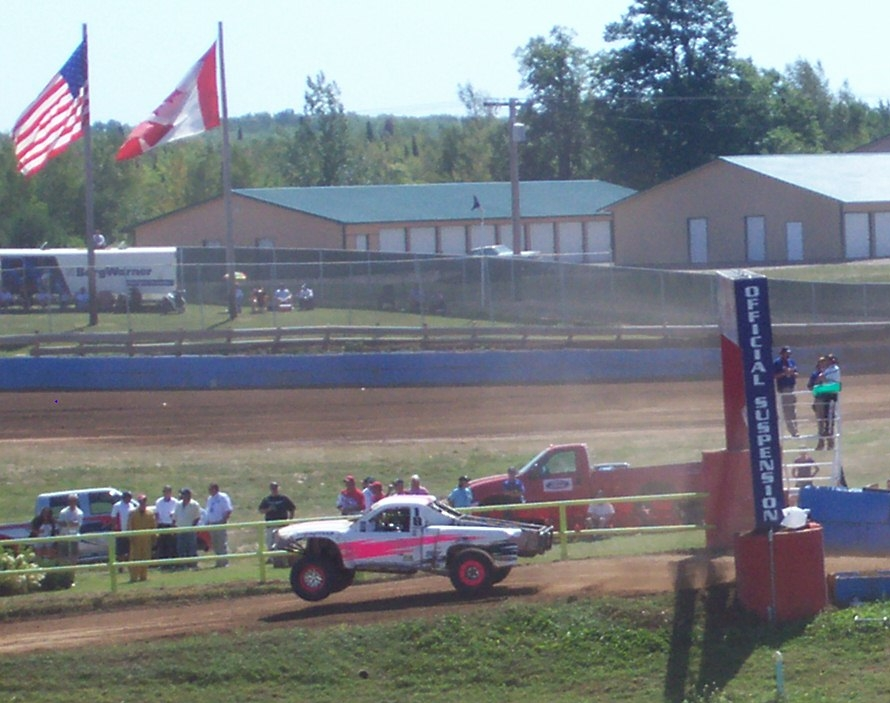
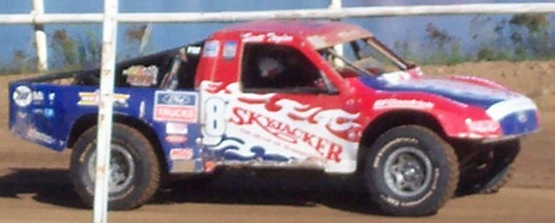
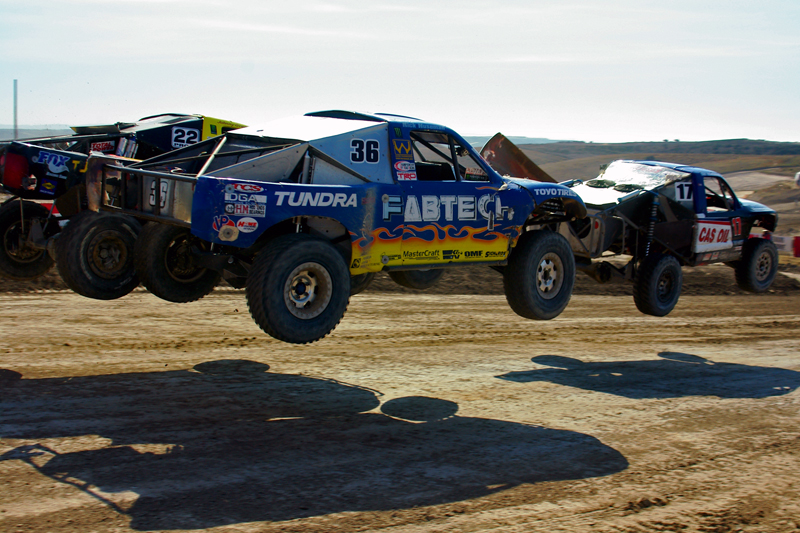
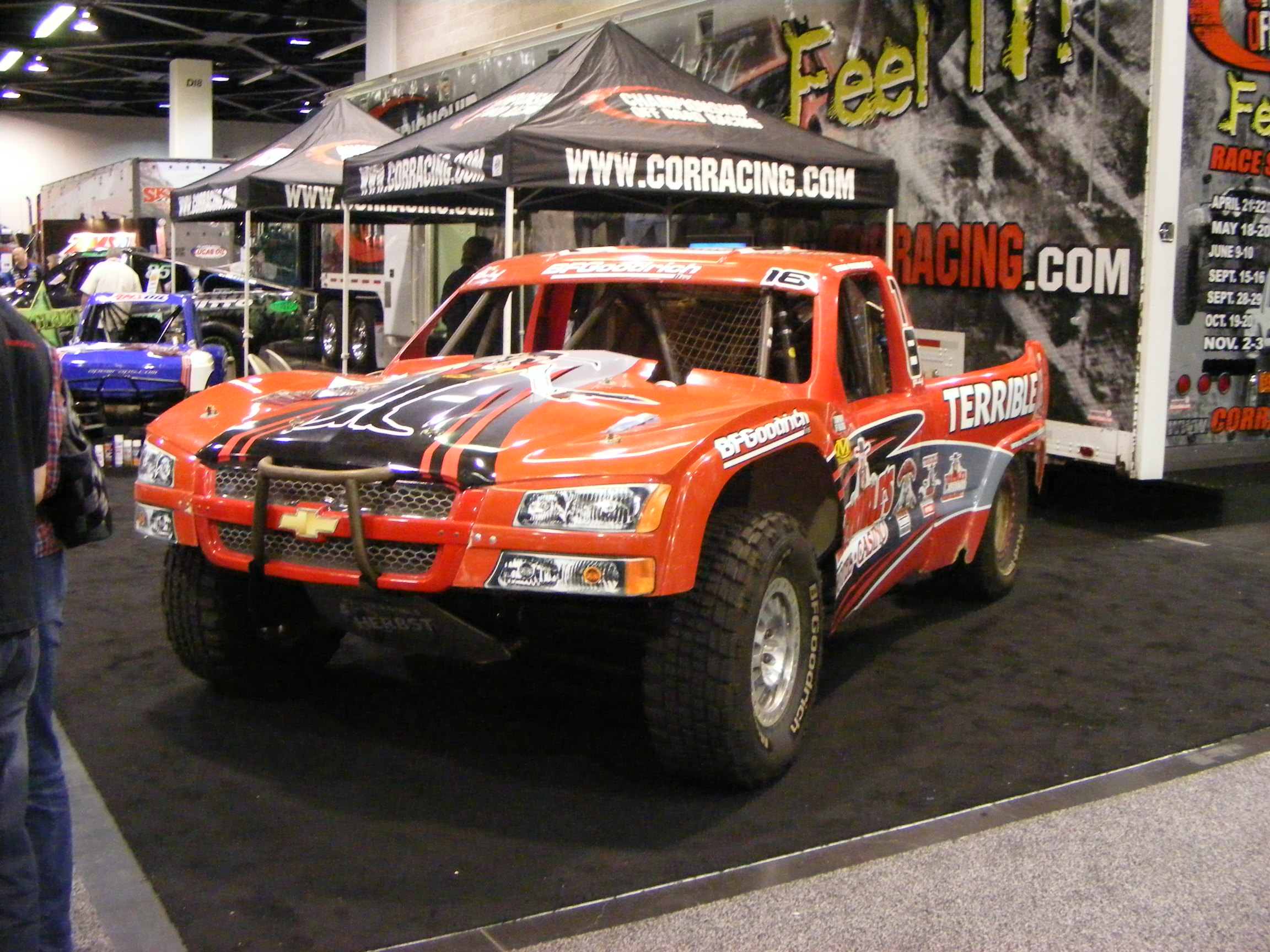
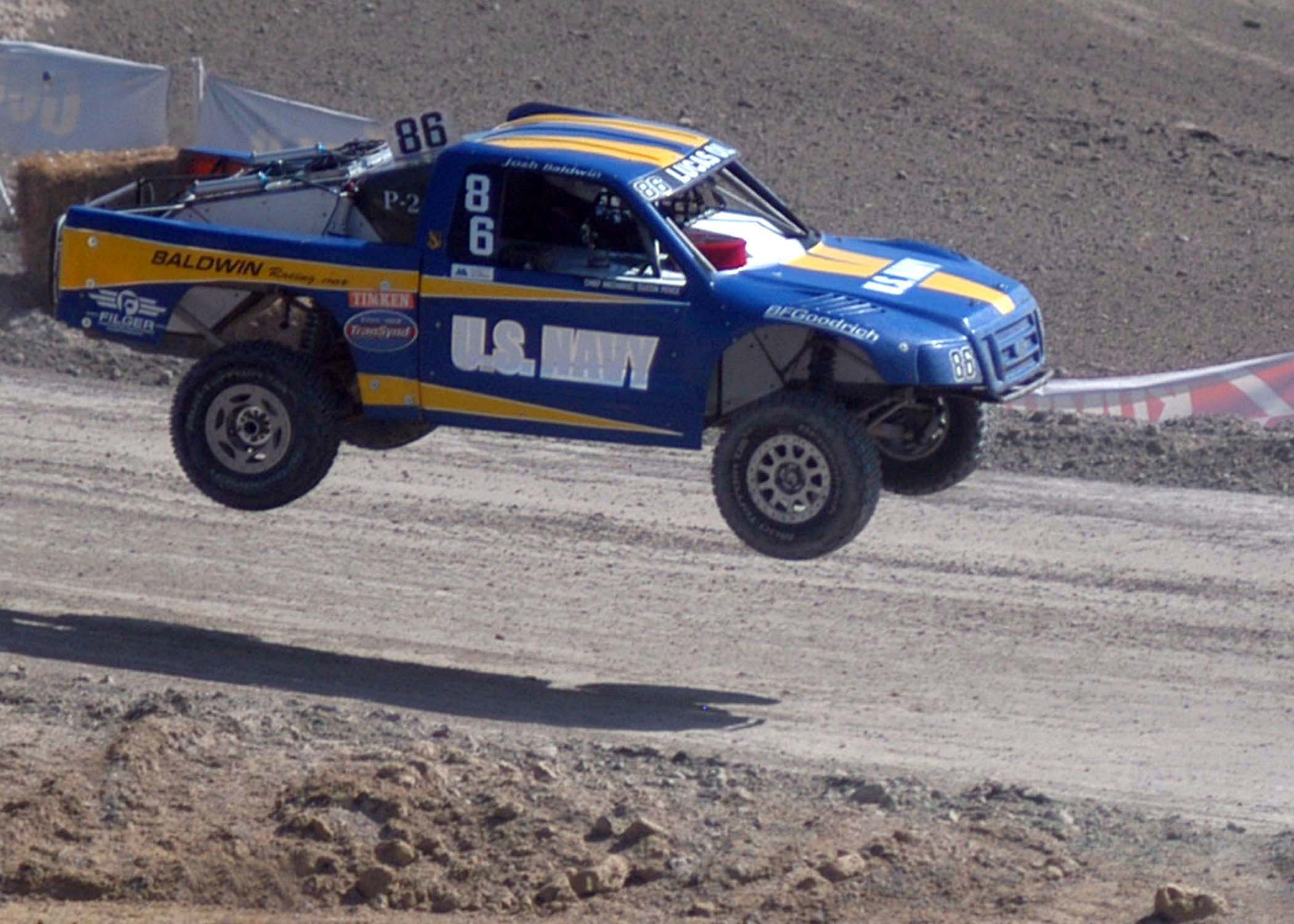

### Buggy
- Pro Buggy
- Single Buggy
- UTV (Side by side)